# Ménésechme
Ménésechme, en grec ancien Mενεσαιχμος, est un orateur anti-macédonien du IVe siècle av. J.-C., adversaire de l'orateur Lycurgue, qui alla jusqu'à l'accuser d'impiété. 
Lorsque Lycurgue vit ses affaires se gâter et sa fin de plus en plus proche, il vint lui-même rendre des comptes sur sa conduite personnelle dans les affaires publiques devant la Boulè athénienne, et seul Ménésechme s'osa à lui trouver un défaut, et au-delà de sa mort, conserva toute son hostilité pour sa descendance : dans un procès contre ses fils comme débiteur de l'héritage de leur père, il obtint gain de cause contre Damoclès, leur avocat. Méroclès les fit mettre en prison jusqu'au remboursement de la somme à l'origine de l'accusation ; ce n'est que grâce aux plaidoyers de Démosthène que les fils de Lycurgue, définitivement innocentés, retrouvèrent leur liberté.